# Sarah Wells
Sarah-Lynn Wells (* 10. November 1989 in Markham, Ontario) ist eine ehemalige kanadische Leichtathletin, die sich auf den 400-Meter-Hürdenlauf spezialisiert hat.

## Sportliche Laufbahn
Erste internationale Erfahrungen sammelte Sarah Wells im Jahr 2005, als sie bei den Jugendweltmeisterschaften in Marrakesch mit 62,08 s in der ersten Runde über 400 m Hürden ausschied. Im Jahr darauf kam sie bei den Juniorenweltmeisterschaften in Peking mit 60,62 s nicht über den Vorlauf hinaus und verpasste mit der kanadischen 4-mal-400-Meter-Staffel in 3:41,25 min den Finaleinzug. 2007 belegte sie bei den Panamerikanischen Juniorenmeisterschaften in São Paulo in 58,26 s den vierten Platz im Hürdenlauf und im Jahr darauf schied sie bei den Juniorenweltmeisterschaften in Bydgoszcz mit 58,58 s im Halbfinale über die Hürden aus und belegte im Staffelbewerb in 3:39,27 min den achten Platz. Sie begann ein Studium an der University of Toronto und 2010 belegte sie bei den U23-NACAC-Meisterschaften in Miramar in 57,64 s den fünften Platz über 400 m Hürden und gewann mit der Staffel in 3:40,09 min die Bronzemedaille hinter den Teams aus den Vereinigten Staaten und Jamaika. 2012 nahm sie über 400 m Hürden an den Olympischen Sommerspielen in London teil und schied dort mit 56,71 s im Semifinale aus. Im Jahr darauf gewann sie bei der Sommer-Universiade in Kasan in 55,76 s die Silbermedaille über die Hürden hinter der Ukrainerin Anna Ryschykowa und mit der Staffel sicherte sie sich in 3:32,91 min die Silbermedaille hinter dem russischen Team. Anschließend kam sie mit der Staffel bei den Weltmeisterschaften in Moskau mit 3:31,09 min nicht über den Vorlauf hinaus. Bei den erstmals ausgetragenen IAAF World Relays 2014 auf den Bahamas wurde sie in 3:32,58 min Dritte im B-Finale über 4-mal 400 Meter und im Jahr darauf gewann sie bei den Panamerikanischen Spielen in Toronto in 56,17 s die Silbermedaille hinter der US-Amerikanerin Shamier Little und mit der Staffel gewann sie in 3:27,74 min gemeinsam mit Brianne Theisen-Eaton, Taylor Sharpe und Sage Watson die Bronzemedaille hinter den Teams aus den USA und Jamaika. 2018 beendete sie dann ihre aktive sportliche Karriere im Alter von 29 Jahren.
In den Jahren 2007 und 2010 sowie 2012 und 2015 wurde Wells kanadische Meisterin im 400-Meter-Hürdenlauf.

## Persönliche Bestzeiten
- 400 Meter: 53,90 s, 18. Mai 2013 in London
- 400 m Hürden: 55,65 s, 17. Juli 2013 in Luzern